# Calabozo
Calabozo, offiziell Villa de Todos los Santos de Calabozo auch teilweise als Calaboso gelistet, ist eine Stadt in Venezuela. Sie befindet sich im Bundesstaat Guárico und war dessen ehemalige Hauptstadt. Nun ist sie der Hauptort des Bezirks Miranda.
Calabozo ist Sitz des Erzbistums Calabozo.

## Wirtschaft
Die Stadt hat 153.231 Einwohner (2007) und ist damit die größte und bevölkerungsreichste Stadt im Bundesstaat Guárico. Sie ist die zweitgrößte Agro-Industrie-Stadt Venezuelas nach Acarigua, Portuguesa und entwickelt sich in der Produktion von Konsumgütern und Dienstleistungen weiter voran.

## Lage
Die Stadt befindet sich etwa 200 km (Luftlinie) südlich der Hauptstadt Caracas in 101 Meter über dem Meeresspiegel und liegt am Ufer des Flusses Guárico in der mittleren Hochebene des Landes (Llanos).

## Geschichte
Gegründet wurde der Ort am 1. Februar 1724, nachdem zuvor dort eine Siedlung des Ureinwohner war. Der deutsche Naturforscher und Universalgelehrte Alexander von Humboldt besuchte die Stadt im Jahre 1800 auf seinen Weg zum Orinoko. Er berichtet unter anderem:

„Wir fanden in Calabozo, mitten in den Llanos, eine elektrisirmaschine mit großen Scheiben, Elektrophoren, Batterien, Elektrometern, kurz einen Apparat, fast so vollständig, als unsere Physiker in Europa sie besitzen. Und all dieß war nicht in den Vereinigten Staaten gekauft, es war das Werk eines Mannes, der nie ein Instrument gesehen, der Niemanden zu Rathe ziehen konnte, der die elektrischen Erscheinungen nur aus der Schrift des Sigaud de la Fond und aus Franklins Denkwürdigkeiten kannte. Carlos del Pozo – so heißt der achtungswürdige, sinnreiche Mann – hatte zuerst aus großen Glasgefäßen, an denen er die Hälse abschnitt, Cylindermaschinen gebaut.“

Damals hatte Calabozo etwa 5000 Einwohner. Humboldt erwähnte in seinem 1859 in deutscher Übersetzung erschienenen Buch ein Erdbeben, das die Region Caracas und Calabozo am 30. April 1812 um 2 Uhr in der Nacht in Angst und Schrecken versetzte. Zunächst glaubte man, das Getöse würde von einer militärischen Kanonade in der Nähe herrühren, das mobilisierte die in der Stadt befindliche Garnison.
1820 wurden hier die spanischen Truppen unter Pablo Morillo durch die Revolutionäre von Simón Bolívar und José Antonio Páez besiegt.

## Persönlichkeiten
- Lucirio Antonio Garrido (* 1992), Mittelstreckenläufer